# Sergei Anatoljewitsch Kurjochin
Sergei Anatoljewitsch Kurjochin (auch Sergey Kuryokhin, russisch Сергей Анатольевич Курёхин; * 16. Juni 1954  in Murmansk; † 9. Juli 1996 in Sankt Petersburg) war ein russischer Pianist, Multiinstrumentalist, Bandleader und Komponist des Avantgarde Jazz. Er zählte mit seinem Bands wie Pop Mechanics zu den markantesten Vertretern der russischen und litauischen Jazzszene der 1980er und 1990er Jahre.

## Leben und Wirken
Kurjochin kam 1971 nach Leningrad, wo er schon in frühen Jahren einen unabhängigen Geist und einen Nonkonformismus zeigte, der dazu führte, dass er sowohl aus dem Leningrader Konservatorium als auch aus dem Kulturinstitut flog. Während seiner Schulzeit spielte er in Rockbands, wandte sich aber unter dem Eindruck der Musik von McCoy Tyner und John Coltrane, die er im Programm von Radio Free Europe gehört hatte, dem Jazz zu. Nach seiner Aussage waren es auch die Saxophonisten Anthony Braxton, Evan Parker sowie seine russischen Kollegen Wladimir Tschekassin und Anatoli Wapirow, die ihn maßgeblich beeinflussten.
Bekannt wurde Kurjochin 1977 durch seine Mitwirkung in Wapirows Band; dann arbeitete er mit Tschekassin und war Keyboarder von Boris Grebenschtschikows Rockband Aquarium, mit welcher er zwischen 1981 und 1985 die Alben Treugolnik (Dreieck), Tabu, Radio Afrika und Deti dekabrja (Dezemberkinder) aufnahm. Später gründete er auch eine erste eigene Formation, das Crazy Music Orchestra, das ähnlich wie die Gruppe Archangelsk  von Wladimir Rezitsky, subversiv und gegen das Kultur-Establishment in der späten Sowjetunion gerichtet war. Kurjochins Arbeitsweise bei seinen Konzerten hatte den Charakter von Happenings; S. Frederick Starr beschreibt in seinem Buch zum Jazz in Russland die Theatralik der sowjetischen Free Jazz Gruppen, die – im Gegensatz zu den aggressiven, wütenden Rockbands – Shows mit subtilem Humor und einem „drolligen Surrealismus“ boten; „er brauchte einen Zirkus mit allen Beigaben, lebendige Tiere. Für einen Auftritt verlangte er 18 Motorräder, eine Militärkapelle und eine Menge Sänger aus dem Mittleren Osten (...)“. Er setzte auch Presslufthämmer ein; seine Aufführungen waren – erstmals in der UdSSR – Mixed-Media-Veranstaltungen. Die Bandaufnahmen wurden als Audiocassetten in den Westen geschmuggelt; Leo Feigin publizierte sie in den 1980er Jahren in London auf seinem Label Leo Records. Sein erstes Soloalbum erschien 1981 unter dem Titel The Ways of Freedom vorher noch (als einzige seiner Aufnahmen) auf Melodija in der Sowjetunion. Ab 1984 wählte er für seine Band-Projekte den Namen Pop Mechanics (russisch Поп-механика/Pop-mechanika), die Kultstatus im spätsowjetischen Untergrund genossen. Hauptakteure waren Walentina Ponomarjowa, Sergei Belitschenko und Sergei Panassenko. Regelmäßig traten einzelne Musiker der Rockgruppen Aquarium, Kino, AuktYon u. a. mit Pop Mechanics auf.
Im Jahr 1986 erschien sein Album Introduction to Pop Mechanics, dann Pop Mechanics No. 17; 1989 hatte er mit seiner Band einen dadaistisch anmutenden Auftritt in Liverpool, tourte danach durch die USA und spielte dort mit John Zorn und Boz Scaggs. Kurjochin wurde damals zu einem internationalen Star, der aus der – relativ abgeschlossenen – russischen Jazzszene hervorstach; er arbeitete später noch mit Alfred Schnittke und dem Kronos-Quartett.
Neben seinem Pop-Mechanics-Projekt arbeitete Kurjochin mit Wladimir Tschekassin und Boris Grebenschtschikow (Exercises, 1982) sowie dem Anatoli Wapirow Quartett (Invocations, 1983) zusammen. 1982 erschien das Solo-Album Popular Zoological Elements, gefolgt von Some Combination of Fingers and Passion 1991, einem Konzert-Mitschnitt aus London.
In seinem Pianospiel zeigte sich Kurjochin stark durch seine klassische Ausbildung geprägt und spielte ohne starke Jazzprägung. In seinem Soloalbum Some Combinations... erwies er Dave Brubeck, der in der UdSSR hohes Ansehen genoss, mit Blue Rondo a la Turk seine Reverenz.
Kurjochin räumte selbst ein, dass durch Glasnost und Perestroika und das Ende der kulturellen Unterdrückung seine enorme Vitalität, die sich aus dem Oppositionsgeist speiste, beeinträchtigt wurde.
1991 behauptete Kurjochin in der Fernsehshow „5th Wheel“ Lenin wäre ein Pilz. Anhand von scheinbar wissenschaftlichen Fakten täuschte er eine Seriosität vor. Die völlig frei erfundenen Fakten sollten aufzeigen, dass in Berufung auf wissenschaftliche Autoritäten alles scheinbar bewiesen werden kann, insbesondere im Fernsehen.
Sergei Kurjochin schrieb auch die Musik zu einer Reihe von Filmen und trat in einigen als Schauspieler oder als er selbst auf.

## Diskographische Hinweise
Seine in den 1980er Jahren auf Leo Records erschienenen Schallplatten wurden von Leo Feigin Ende der 1990er Jahre neu ediert. Die Neuausgabe von Kurjochins erstem Album The Ways of Freedom erschien in der Reihe The Golden Years of Jazz (GY 14) auf dem Label. Das Hauptwerk des Bandleaders und Pianisten wird nun in einer 4-CD-Box mit dem Titel Divine Madness veröffentlicht, die auch bislang unbekanntes Material aus seinem Solowerk und des Pop Mechanics-Projektes enthält. Die Edition enthält zwei längere Pianoimprovisationen, einen Titel von 1980 mit dem Creative Ensemble und das Stück Opera mit der Wladimir Tschekassin Bigband; ferner Material von der Solo-LP von 1986, Popular Zoological Elements sowie das komplette Album Pop Mechanics No. 17, das Cook und Morton als das „Schlüsselwerk“ Kurjochins multimedialen Theaters bezeichnen; einen Auftritt der Sängerin Walentina Ponomarjowa mit Sergei Belischenko und Sergei Panassenko. Die letzte CD enthält das Album Introduction to Pop Mechanics, das 1986 live in Leningrad aufgenommen wurde.